# Anzani Moteurs d’Aviation

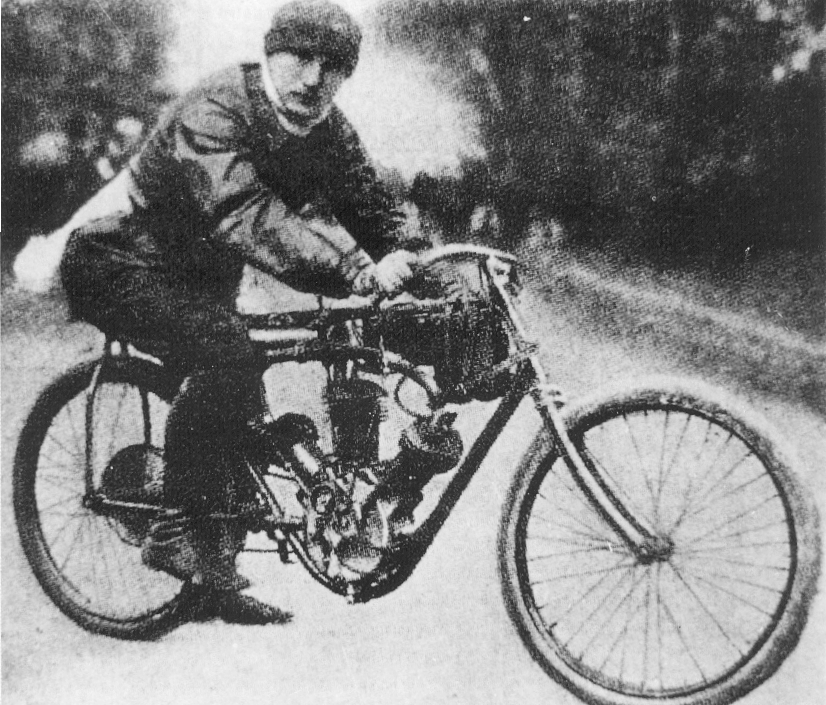
Alessandro Anzani auf einem Motorrad mit einem seiner W3-Motoren (1906)

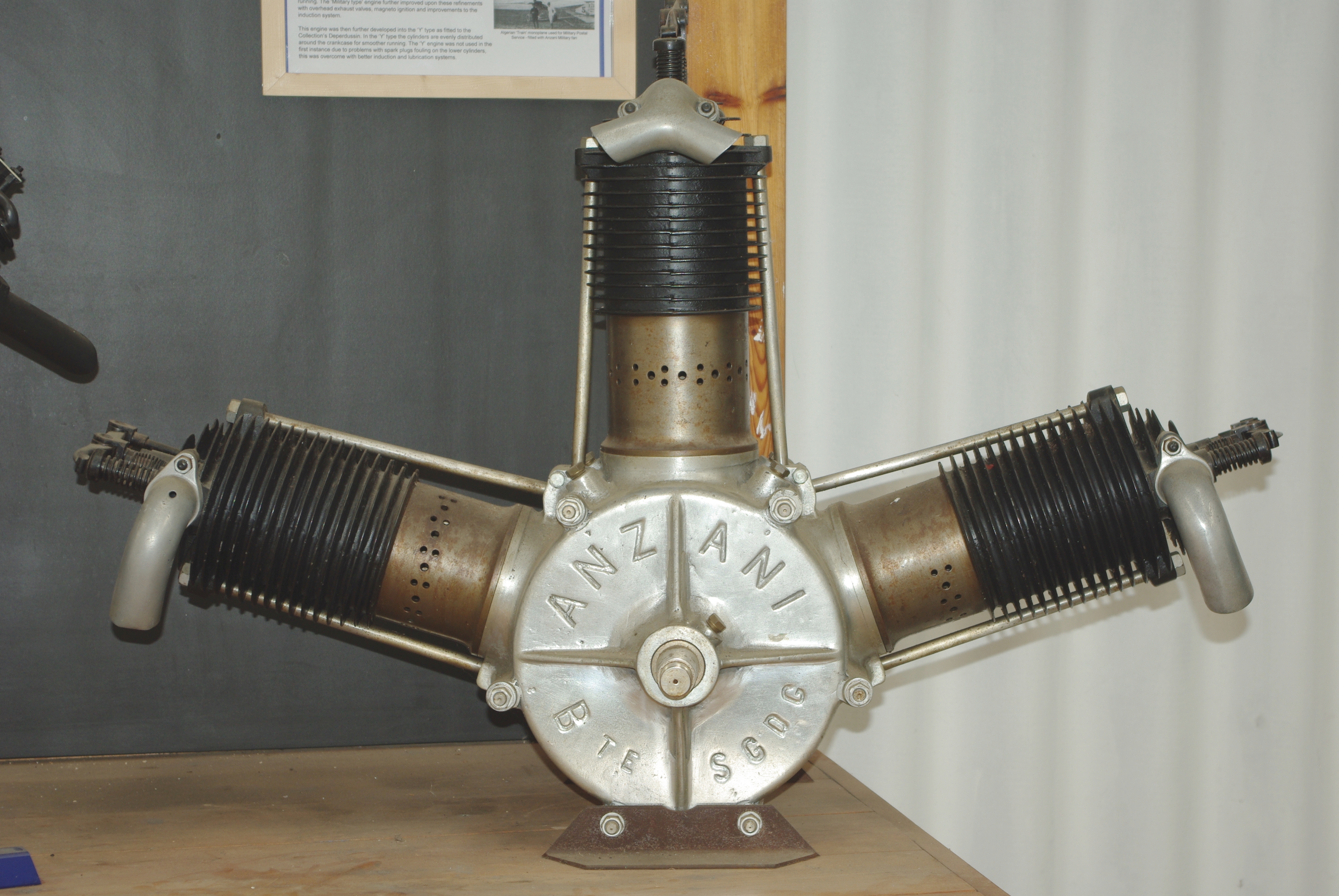
Anzani-W-Flugmotor für militärische Zwecke

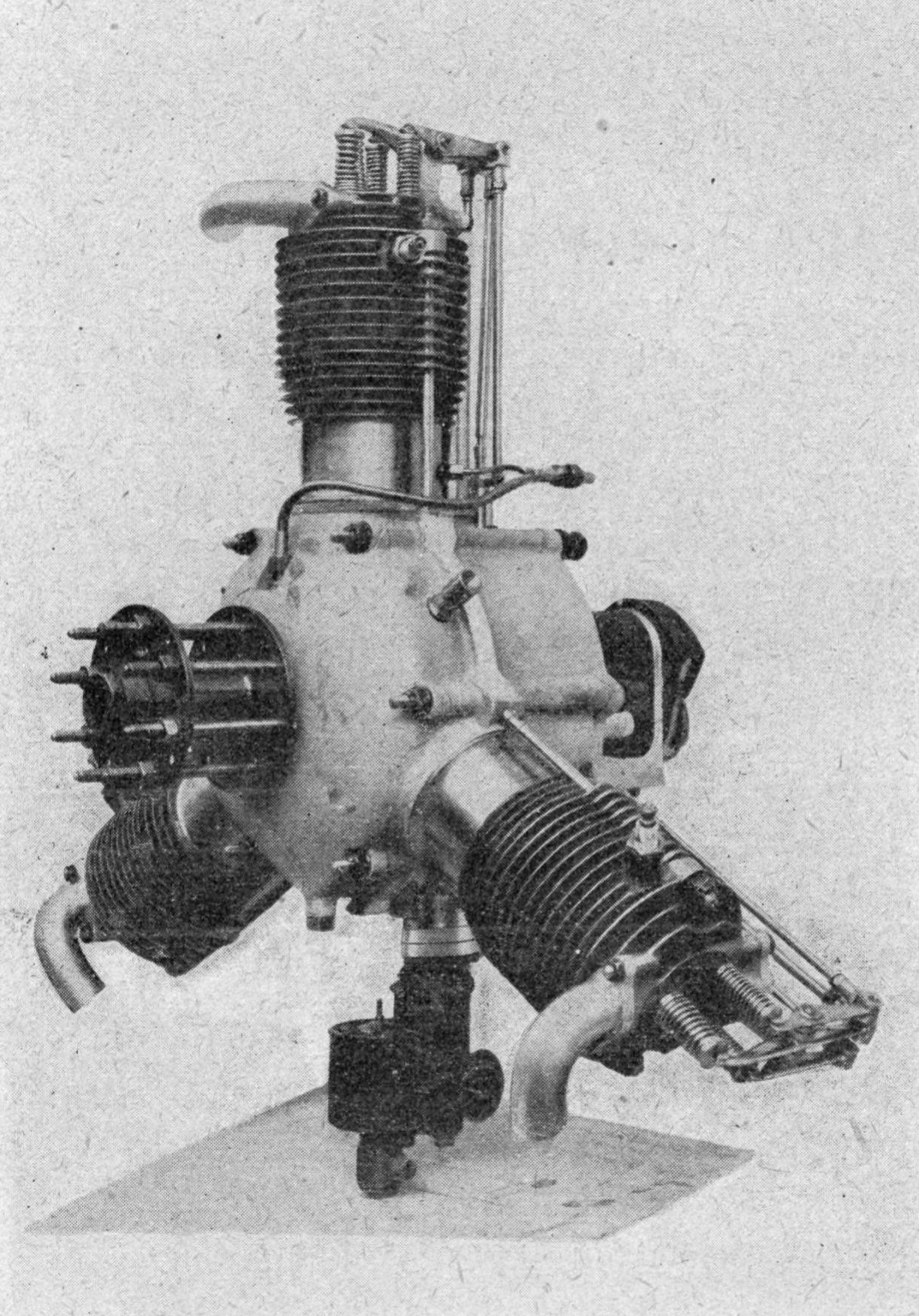
Anzani Dreizylinder-Sternmotor

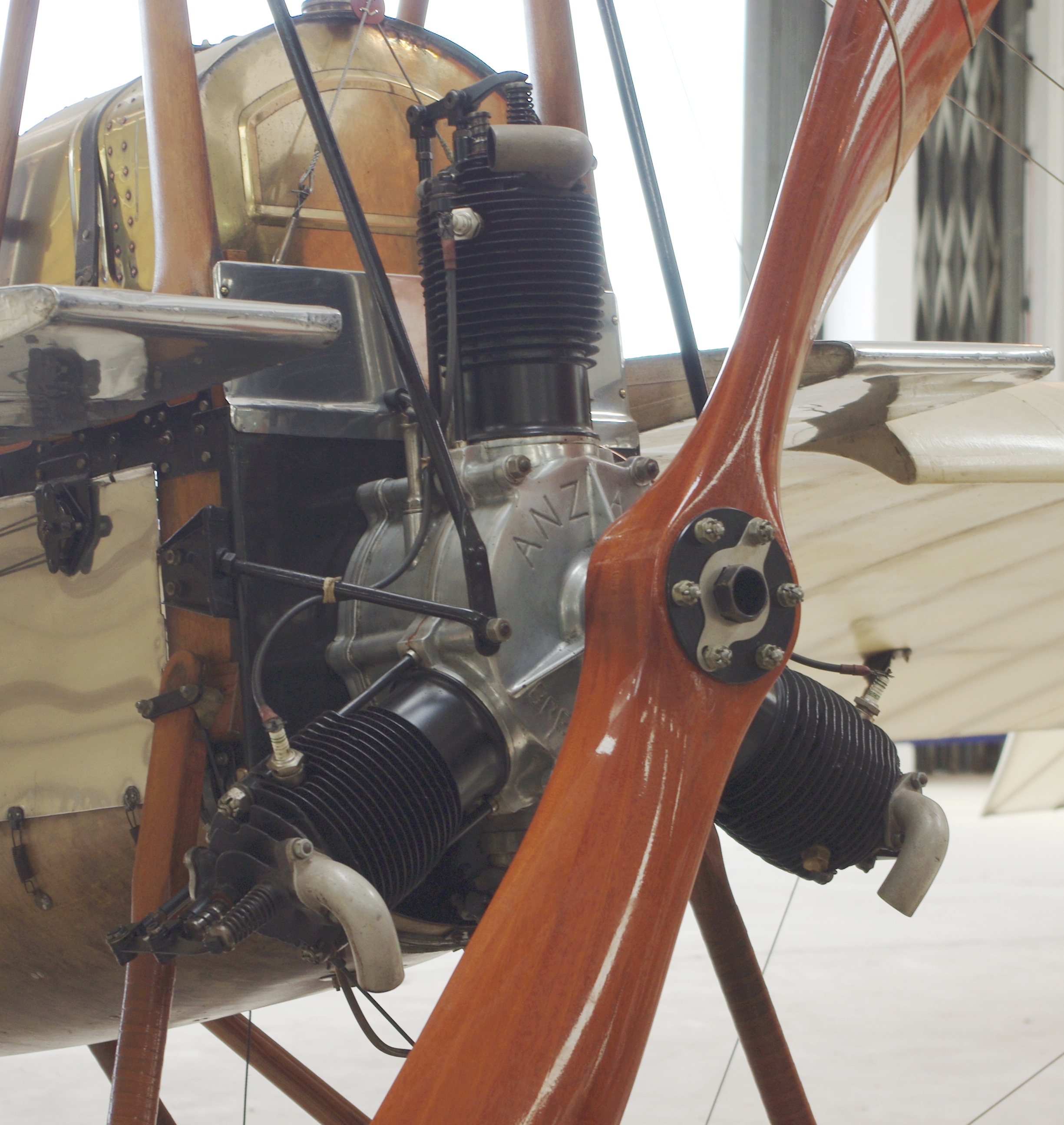
Anzani-Y-Motor in Deperdussin

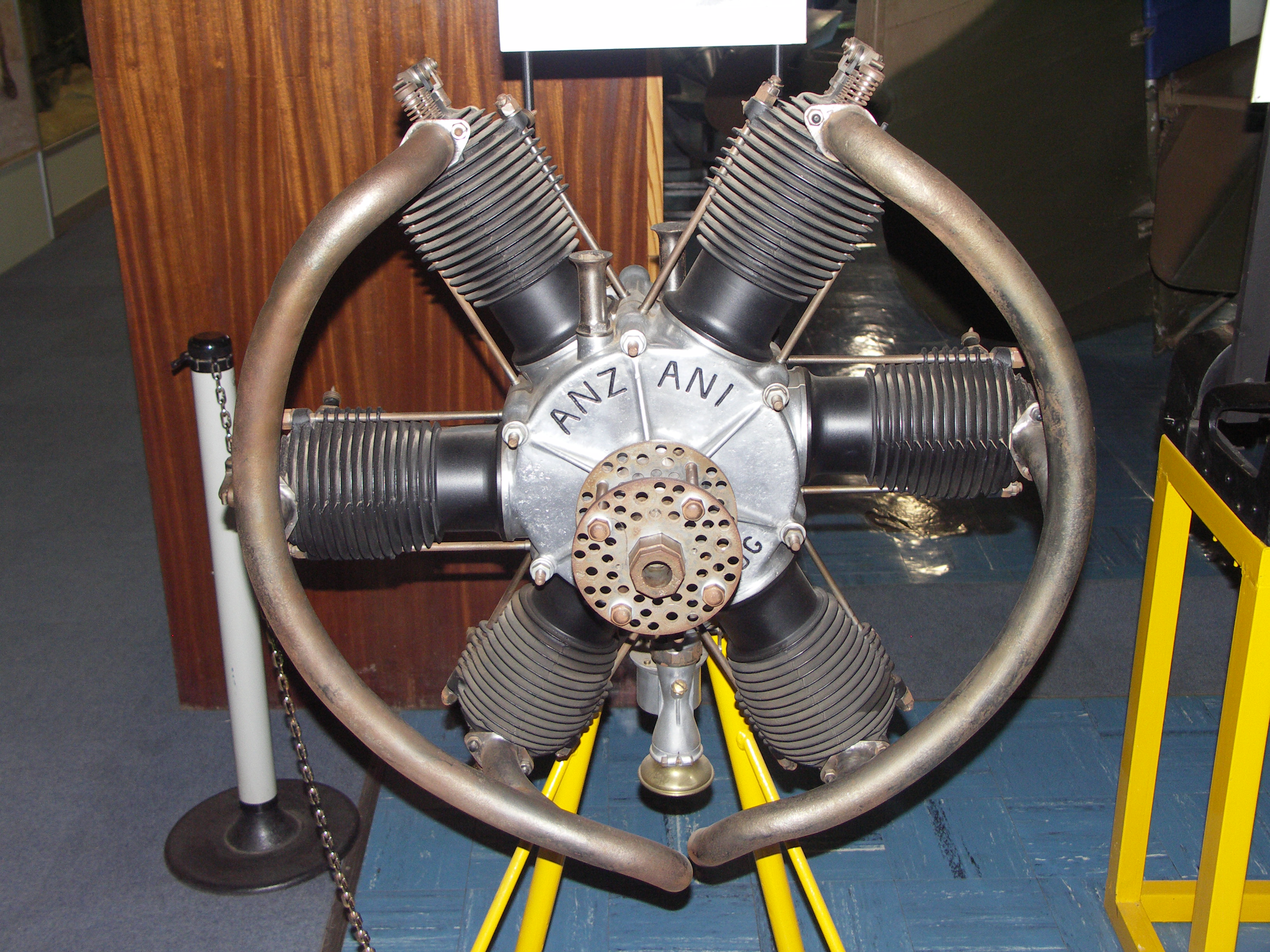
Ein 6-Zylinder-Doppelsternmotor von Anzani mit 45 hp

Anzani Moteurs d’Aviation war ein französischer Motorenhersteller, der 1907 bis 1927 in Courbevoie bei Paris ansässig war.

## Geschichte
Der Italiener Alessandro Anzani, der seit 1900 beim Motorradhersteller Buchet in Paris angestellt war, machte sich 1907 mit einer eigenen Motorenbaufirma in Paris selbstständig. Er hatte zunächst nur drei Angestellte, die Motoren bauten, während er ein Tragflügelboot entwarf, das mit einem seiner Motoren und einem Propeller angetrieben wurde.
Die Firma lieferte einen Motor an Enrico Forlanini und entwickelte die Motoren weiter in einen luftgekühlten Dreizylinder-Sternmotor, der ideal für die neu aufkommenden Flugzeuge war. Einer der frühen Motoren, ein W3 mit 25 PS (18 kW), wurde an Louis Blériot geliefert, der ihn bei seiner erfolgreichen Überquerung des Ärmelkanals 1909 einsetzte.
Die Nachfrage nach Flugmotoren stieg ständig an, und so zog die Firma 1911 nach Courbevoie im Umland von Paris um. Im selben Jahr kam die italienische Niederlassung Alessandro Anzani & Co. in Novara dazu, 1912 die britische Niederlassung British Anzani Motor Company in London. Eine weitere Fabrik, die Fabbrica Motori Anzani, wurde 1914 im italienischen Monza eröffnet.
1920 wandte sich Anzani dem Motorsport zu. Er ließ ein kleines Auto mit einem seiner 750-cm³-Zweizylindermotoren bauen. In Italien entstand auch ein Cyclecar mit 1098-cm³-Vierzylindermotor.

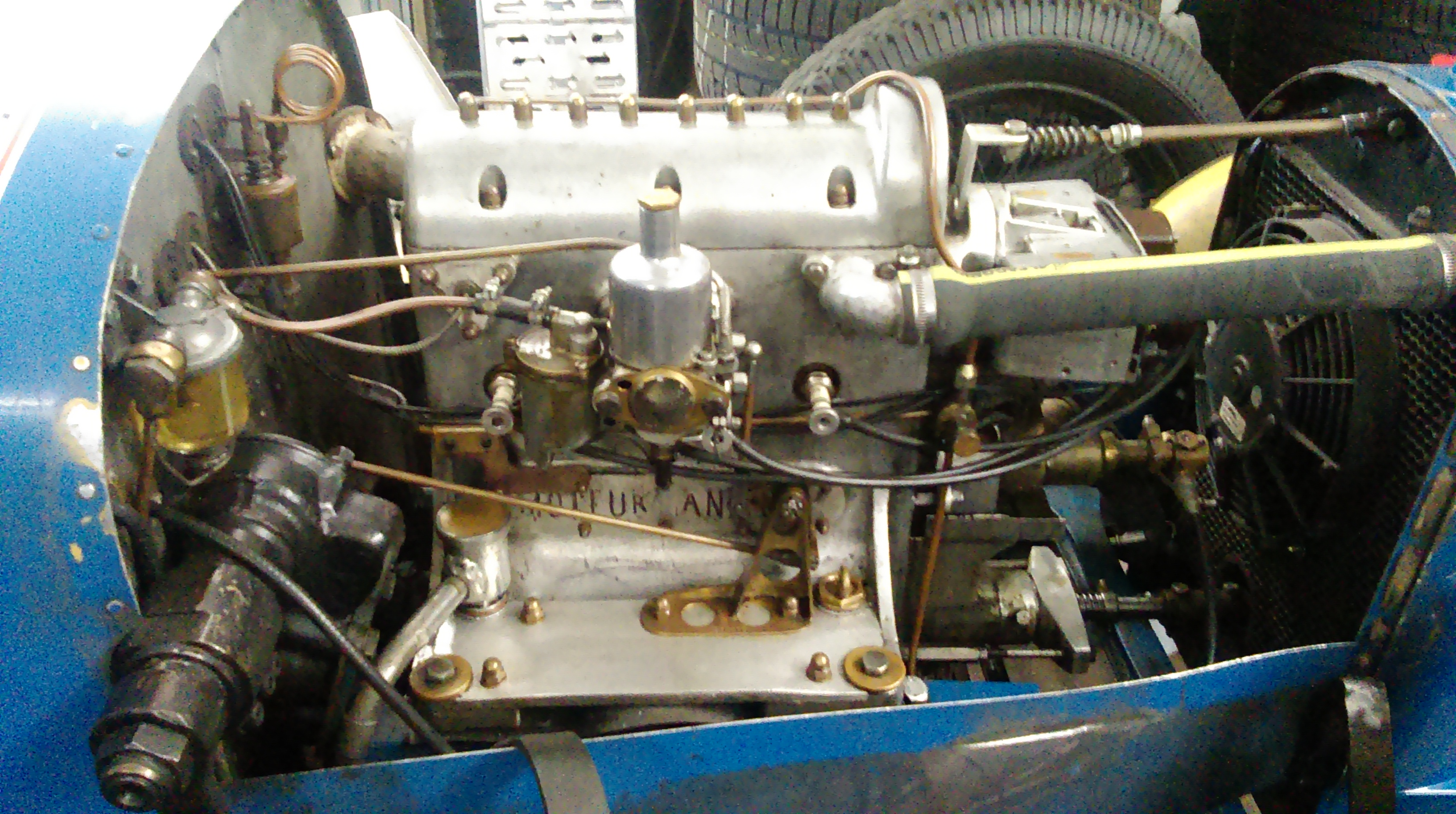
Anzani-Reihenmotor mit 4 Zylindern und obenliegender Nockenwelle von 1923/24

Anlässlich seines 50. Geburtstags im Jahre 1927 verkaufte Alessandro Anzani seine Fabriken in Courbevoie, London und Novara. Nur die Fabrik im Monza behielt er aus sentimentalen Gründen. Natale Baccanti wurde dort Geschäftsführer.

## Flugmotoren
- Anzani 3-Zyl. W 10–12 PS 85 mm × 85 mm
- Anzani 3-Zyl. W 12–15 PS 85 mm × 85 mm
- Anzani 3-Zyl. W 25–30 PS 105 mm × 130 mm
- Anzani 3-Zyl. W 30–35 PS 120 mm × 130 mm
- Anzani 3-Zyl. W 40–45 PS 135 mm × 150 mm
- Anzani 3-Zyl. W 45–50 PS
- Anzani 6-Zyl. W 45 PS 100 mm × 120 mm
- Anzani 3-Zyl. Stern 30 PS
- Anzani 4-Zyl. V 30–35 PS (wassergekühlt) 35 PS bei 1600/min.
- Anzani 4-Zyl. V 60–70 PS (wassergekühlt)
- Anzani 5-Zyl. Stern 45 PS
- Anzani 5-Zyl. Stern 60 PS
- Anzani 6-Zyl. Stern 45 PS mit 1300/min.
- Anzani 6-Zyl. Stern 70 PS
- Anzani 7-Zyl. Stern 95 PS
- Anzani 10-Zyl. Doppelstern 100 PS
- Anzani 14-Zyl. Doppelstern 160 PS
- Anzani 20-Zyl. Vierfachstern 200 PS